# Corapipo leucorrhoa
Manaquim-de-bibe-branco ou dançarino-de-pescoço-branco (Corapipo leucorrhoa) é uma espécie de ave da família Pipridae.
Pode ser encontrada nos seguintes países: Colômbia, Costa Rica, Honduras, Nicarágua, Panamá e Venezuela.
Os seus habitats naturais são: florestas subtropicais ou tropicais húmidas de baixa altitude e regiões subtropicais ou tropicais húmidas de alta altitude.